# Людовик VII
Людовик VII Молодой, иначе — Младший (фр. Louis VII le Jeune; 1120 — 18 сентября 1180) — французский король с 1137 года, из династии Капетингов.

## Биография

### Происхождение и юность
Людовик VII был вторым сыном короля Людовика VI Толстого и Адели Савойской. Его отец короновал как своего соправителя старшего сына, Филиппа Молодого (1129 год), а Людовика предназначил для духовной карьеры. Но когда Филипп погиб в результате несчастного случая (упал с лошади), Людовик Толстый забрал второго сына из монастыря и короновал его спустя всего 12 дней. Церемонию коронации и помазания на царство в Реймсском соборе провёл сам папа римский Иннокентий II. Людовик VII на всю жизнь сохранил любовь к монашеской жизни и к делам церковным.
В 1137 году Людовик Старший организовал брак сына со старшей дочерью и наследницей Гильома X Аквитанского, Алиенорой. Герцог незадолго до этого умер во время паломничества в Сантьяго-де-Компостелла, и мужу Алиеноры должно было достаться самое обширное и одно из самых богатых и сильных княжеств Франции. Согласно Ордерику Виталию и Хронике Мориньи, герцог завещал руку своей наследницы Людовику Младшему:

…Случилось так, что Вильгельм, граф де Пуатье, в паломничество к святому Иакову уходить собравшийся, тяжёлой болезнью был удержан и до самой смерти доведён. И таким образом, когда Божьей заботой роковой нити момент приблизился, [он] заметил, что духа испускание нарушилось; земли своей высших и лучших баронов призвав, их, узами принесённой клятвы связанных, обязал, чтобы дочь его с Людовиком, короля Людовика сыном, [они] браком сочетали и землю его обоим, согласно брачному обычаю, передали. Сам же Вильгельм, от дел человеческих освободившийся, в той же церкви блаженного Иакова был похоронен
— Хроника Мориньи, col. 165.
В июле 1137 года принц прибыл с отрядом в 500 всадников в Бордо и здесь 25-го числа был обвенчан с Алиенорой. 8 августа в Пуатье он был провозглашён герцогом Аквитанским и графом Пуатье, и в тот же день узнал, что неделей ранее умер его отец, оставив Людовика Младшего единственным королём Франции.

### Королевство
Благодаря уже устоявшейся практике передачи короны внутри дома Капетингов посредством объявления старших сыновей соправителями престол у Людовика Младшего никто не оспаривал. К началу его правления королевский домен включал в себя Иль-де-Франс, Орлеане, часть Берри. Отец Людовика Седьмого за 30 лет непрекращавшихся малых войн сделал эти территории безопасными от баронов, занимавшихся грабежами на дорогах, притеснением городских и церковных общин. Теперь домен был относительно небольшой, но прочной базой королевской власти. При новом короле сохранили своё положение советники Людовика Толстого во главе с аббатом Сен-Дени Сугерием.
Посредством брака Людовик стал формальным правителем всей юго-западной части королевства, которая была больше домена в несколько раз. Но установить реальный контроль над этими территориями за 15 лет брака он так и не смог. Помимо Аквитании, существовал ещё целый ряд сильных княжеств, правители которых ограничивались номинальным признанием королевского сюзеренитета. Среди них выделялись герцогство Нормандское, бывшее частью англонормандской монархии, и графство Анжуйское.

### Начало правления
Людовик постарался назначить своих людей для управления Аквитанией. В 1138 году он подавил восстание горожан Пуатье, добивавшихся статуса коммуны; в 1141 году от лица жены он заявил о претензиях на графство Тулузское и двинулся на юг походом, но взять Тулузу не смог и ограничился принятием вассальной присяги от представителя местной династии Альфонса Иордана.
В эти годы неоднократно происходили столкновения интересов короны и клира в связи с выборами церковных иерархов. Так, в 1138 году Людовик отказал в утверждении новому епископу Лана; в 1141 году он попытался сделать архиепископом Буржа одного из клириков своей дворцовой церкви, но избиратели предпочли другого кандидата. В вопросе о замещении кафедры в Пуатье позиция короля также не была учтена.
Самый серьёзный конфликт с церковью начался из-за королевского кузена и сенешаля Рауля Вермандуа. Людовик убедил его разойтись со своей женой, чтобы вступить во второй брак — с сестрой королевы Петрониллой (1142 год). Этот брак был важен для короны, поскольку у Алиеноры всё ещё не было детей, и Петронилла была соответственно наследницей Аквитании. Но жена Рауля приходилась племянницей графу Шампани Тибо Великому, создавшему сильное графство к востоку от Парижа. Тибо заручился поддержкой папы и организовал церковный собор в Ланьи, признавший первый брак Рауля Вермандуа законным и не подлежащим расторжению. Рауля отлучили от церкви, король в ответ вторгся с войском в Шампань.
В военных действиях успех был на стороне Людовика, но он нарушил Божий мир, а при взятии города Витри полторы тысячи жителей, запершихся в церкви, погибли от огня. Это событие не только скомпрометировало короля, но и стало для него большим личным потрясением. Он примирился с графом Тибо, а Рауль Вермандуа оставался под интердиктом до смерти своей первой жены, после которой церковь признала брак Рауля с Петрониллой состоявшимся.

### Участие вовтором крестовом походе
Когда в Западной Европе под влиянием новостей о падении Эдессы (1144 год) началась пропаганда нового крестового похода, Людовик VII на собрании в Бурже объявил, что он «примет крест» и сам возглавит новый всеобщий поход в Святую землю. До него особы королевского ранга в крестовых походах не участвовали; возможно, причиной такого шага стало желание искупить грехи, связанные с событиями в Витри. Официально Людовик принял крест 31 марта 1146 года в Везле из рук Бернарда Клервоского.
Было объявлено, что в отсутствие монарха его достояние, то есть всё королевство, будет находиться под защитой самого Бога и управляться Дионисием Парижским, то есть аббатством Сен-Дени в лице Сугерия. Летом 1147 года Людовик во главе огромной армии, собравшейся со всего королевства, двинулся на восток.
Изначально предполагалось пройти через Италию и оттуда переправиться в Палестину морем вместе с союзником Людовика Рожером Сицилийским. Но император Конрад, также принявший крест, убедил французского короля идти через Балканы. Людовик прибыл в Константинополь 4 октября, когда германские крестоносцы уже были в Малой Азии. Здесь он заключил договор с императором Мануилом о ленной зависимости от последнего сирийских христиан и переправился на восточный берег Босфора, не задерживаясь: греки, столкнувшись с грабежами крестоносцев, распустили ложные слухи о том, что немцы уже победили всех мусульман, и французы боялись, что на их долю не останется славы.
На самом деле немцы потерпели поражение при Дорилее и отступили к Никее. Здесь Людовик встретился с Конрадом, и соединённые силы крестоносцев двинулись через западную часть Малой Азии на юг. В пути они страдали от постоянных нападений лёгкой мусульманской конницы. Людовик оказался не готов к такой войне: он вёз с собой огромный обоз и пышную свиту, и даже его жена со своими придворными дамами принимала участие в походе. Из Эфеса, достигнутого в начале 1148 года, Конрад вернулся по морю в Константинополь, чтобы отдохнуть, а Людовик к марту добрался до Анталии и на византийских кораблях переправил свою поредевшую армию в Антиохию.
При дворе Раймунда Антиохийского, дяди Алиеноры, французские крестоносцы смогли отдохнуть, но здесь возникли серьёзные разногласия. Раймунд предлагал взять Алеппо, но Людовик отклонил этот план (возможно, из-за слухов о том, что Алиенора изменяет ему с Раймундом) и отправился на юг в Акру, где 24 июня произошла его встреча с Конрадом и Балдуином Иерусалимским. Поскольку Эдесса была разрушена мусульманами, крестоносцы приняли решение идти походом на Дамаск, но взять его не смогли и отступили. Конрад сразу после этой неудачи уплыл на родину; Людовик посетил Иерусалим, а в апреле 1149 года также вернулся в своё королевство.

### Развод с Алиенорой
Брак Людовика и Алиеноры Аквитанской был расторгнут в 1152 году. Официальным основанием стало слишком близкое родство между супругами. При этом охлаждение началось намного раньше, и его связывают как с общими культурными различиями между Северной Францией и Аквитанией, так и с несходством характеров сурового и набожного Людовика и более лёгкой и живой Алиеноры (ей приписывают слова, сказанные после развода: «Я была замужем за монахом, а не за мужчиной»). Кроме того, за 15 лет брака Алиенора смогла родить только двух дочерей, так что судьба династии оказалась под угрозой.
После смерти в 1151 году Сугерия, бывшего противником развода, не осталось никаких препятствий. Собор в Божанси 21 марта 1152 года расторг брак. Людовик смог жениться во второй раз, чтобы продолжить династию, но при этом он утерял контроль над Аквитанией и Пуатье. Ещё более серьёзными стали последствия второго замужества Алиеноры: она вышла за графа Анжуйского Генриха Плантагенета, в 1154 году ставшего королём Англии. В результате к англонормандской монархии присоединились Анжу, Турень, Пуатье и Аквитания.

### Людовик и Плантагенеты
Отношения между Людовиком и самым сильным из его формальных вассалов Генрихом Плантагенетом были вначале мирными. В 1156 году Генрих принёс Людовику присягу за свои французские владения; в 1158 году была достигнута договорённость о браке между сыном английского короля и дочерью французского. Но при этом Людовик старался не допустить дальнейшего усиления Плантагенетов. В 1159 году, когда Генрих, защищая наследственные права своей жены, осадил Тулузу, Людовик пришёл на помощь городу. Его появление на крепостной стене заставило Плантагенета отступить.
Своим третьим браком (1160 год) Людовик смог закрепить союз с графами Шампани, усиливший его позиции перед возможным противостоянием с англонормандской монархией. Новые перспективы появились в начале 1170-х годов, когда обострились отношения между Генрихом и его сыновьями, претендовавшими на участие в управлении страной. В 1173 году Людовик принял в Париже старшего из принцев, своего зятя Генриха Молодого, и предоставил ему свою помощь.
В том же году началась открытая война. Людовик и Генрих Молодой осадили Вернёй, Филипп Фландрский осадил Руан, принц Ричард поднял мятеж против отца в Пуату, а шотландский король вторгся в Северную Англию. Но Генрих II смог разбить шотландцев, затем высадился в Нормандии с двадцатью тысячами брабансонов, деблокировал Руан и Вернёй и двинулся на юг — воевать с Ричардом. В конце года в Париже было заключено перемирие, а в 1177 году в Иври, под давлением папы, был подписан мирный договор.

### В других регионах Франции
Людовик предпринял ряд походов против «дурных сеньоров» Иль-де-Франса: против Гоше де Монже в 1142 году, Жоффруа де Донзи в 1153 году, Этьена де Сансерра в 1157 году, Невелона де Пьерфона и Дре де Муши в 1160 году. В результате он установил контроль над всей территорией домена, закончив начатое его отцом. Опираясь на растущий авторитет короны, Людовик провозгласил в 1155 году на собрании в Суассоне всеобщий мир. Поддерживать этот мир поклялись архиепископы Реймса и Санса, герцог Бургундский, графы Суассона, Шампани, Невера, Фландрии и ряд других баронов. Король заявил, что покарает любого, кто нарушит это постановление и, выполняя это обещание, совершил два миротворческих похода в Бургундию (1166, 1171 году). Ему удалось навести там порядок без пролития крови.

### Последние годы жизни
Только в 1165 году, от третьей жены, у Людовика родился сын, названный в честь одного из крёстных отцов Филиппа I Эльзасского, графа Фландрии. Выполняя просьбы церковных иерархов, король объявил в 1179 году о коронации сына как его соправителя, которая должна была состояться 15 августа, но принц заблудился на охоте в Компьенском лесу и был найден только на третий день. Людовик совершил паломничество к могиле Томаса Бекета, чтобы вымолить здоровья для наследника, а по возвращении его разбил паралич. Филипп Август был коронован и помазан на царство 1 ноября, а 18 сентября следующего года Людовик VII умер.

## Личность
Людовик VII был благочестивым и образованным по меркам своего времени человеком. Он вёл простую жизнь, ходил по Парижу без сопровождения, был внимателен к нуждам бедных и строг в вопросах правосудия. Согласно рассказу Вальтера Мапа, когда король узнал, что его резиденция в Фонтенбло была построена в том числе на земле, незаконно отнятой у одного крестьянина, он приказал разрушить постройку и вернуть землю владельцу.

## Значение
Средневековые историки воздерживались от положительных оценок правления Людовика, исходя из того, что он потерял Аквитанию и позволил усилиться Плантагенетам. К тому же «слабости Людовика VII преувеличиваются традиционной историей, чтобы ярче высветить на их фоне достоинства его отца, защитника общин, и его сына, победителя германцев… Большинство хронистов изображали Людовика как „юнца“, человека незрелого, одержимого плотскими вожделениями и ослеплённого чрезмерной любовью к супруге, которая ему изменяла».
При этом Людовик VII может рассматриваться как первый король, авторитет которого имел силу на всей территории страны. Этому способствовали командование короля в крестовом походе, его миротворческие походы и то, что Людовик первым из Капетингов побывал на юге Франции и заявил о своих претензиях на Аквитанию и Лангедок. Аббат Клюни Эд писал ему в 1166 году: «Ныне не только одна лишь Франкия есть ваше королевство, хотя королевский титул особливо на неё указывает. Бургундия также есть ваша. Считайте всё ваше королевство за единое тело».
Правление Людовика — время, когда начался расцвет готической архитектуры. Король покровительствовал строительству. В частности, он передал епископу парижскому 200 фунтов серебра на постройку Нотр-Дама, строительство которого началось в 1163 году.

## Семья

### Жёны и дети
- 1-я жена: (с 1137) Алиенора Аквитанская (1122—1204), герцогиня Аквитании, дочь Гийома X, герцога Аквитании и Аэнор де Шательро. Имели 2-х дочерей:
  1. Мария Французская (1145 — 11 марта 1198); муж: (с 1164) Генрих I Щедрый, граф Шампани и Труа.
  2. Алиса Французская (1151—1195); муж: Тибо V де Блуа, по прозвищу Добрый, граф Блуа.
- 2-я жена: (с 1154) Констанция Кастильская (ок. 1140—1160), дочь короля Альфонсо VII Кастильского и Беренгелы Барселонской. Имели 2-х дочерей:
  1. Маргарита Французская (1158—1197);
1-й муж: (с 1172) Генрих (III) Младший (1155—1183), герцог Нормандии;
2-й муж: (с 1186) король Бела III Венгерский (ок. 1148—1196).
  2. Адель Французская (1160—после 1213), графиня Вексена; муж: (с 1195) Гильом IV Тальва, граф де Понтье.

Констанция умерла при вторых родах. Нуждавшийся в наследнике король спустя всего месяц женился в третий раз.
- 3-я жена: (с 1160) Адель Шампанская (ок. 1140—1206), дочь Тибо II Великого, графа Шампани, и Матильды Каринтийской. Имели сына и дочь:
  1. Филипп Август (1165—1223), король Франции.
  2. Агнесса Французская (1171—1240), императрица Византии;

1-й муж: (с 1180) Алексей II Комнин (1169—1183), император Византии;
2-й муж: (с 1183) Андроник I Комнин (1120—1185), император Византии;
3-й муж: (с ок. 1204) Феодор Врана.
Внебрачный сын:
- 1. Филипп (ум. 1161).